# Брандон (Флорида)
Брандон (енгл. Brandon) насељено је место без административног статуса у америчкој савезној држави Флорида.

## Демографија
По попису из 2010. године број становника је 103.483, што је 25.588 (32,8%) становника више него 2000. године.
| Група             | 2000.          | 2010.          |
| Белци             | 57.398 (73,7%) | 59.871 (57,9%) |
| Афроамериканци    | 7.213 (9,3%)   | 16.648 (16,1%) |
| Азијати           | 1.865 (2,4%)   | 3.585 (3,5%)   |
| Хиспаноамериканци | 9.882 (12,7%)  | 21.687 (21,0%) |
| Укупно            | 77.895         | 103.483        |